# Growl (software)
Growl è un sistema di notifica globale per il sistema operativo macOS.
Le applicazioni possono utilizzare Growl per mostrare una piccola notifica su eventi che vengono considerati importanti dall'utente.
Questo permette agli utenti di avere un controllo totale delle proprie notifiche, ai programmatori delle applicazioni di spendere poco tempo per creare le notifiche, e agli sviluppatori di Growl di concentrarsi sulla perfetta funzionalità delle notifiche.
Growl si installa come un'icona tra le preferenze di sistema di Mac OS X. Si possono abilitare o disabilitare completamente le notifiche per le applicazioni supportate, o attivarne soltanto alcune.
Al primo avvio le applicazioni si registrano a Growl e successivamente gli inviano le notifiche che a sua volta le riceve e le visualizza. Le informazioni sono del tipo "Download completato" o il nome della traccia audio in ascolto. Gli utenti possono personalizzare e abilitare le notifiche a proprio piacimento.

## Applicazioni supportate
Il sistema di notifica Growl è utilizzato da circa 200 applicazioni, tra cui:
Adium, aMSN, Bloglines, Coccinella, Colloquy, Burn, Cyberduck, Chax, Gizmo5, iCab, iGTD, iStumbler, iTerm, KisMAC, Last.fm, Mozilla Firefox, NetNewsWire, NewsFire, Pando, PandoraJam, Popcorn, Proteus, Quicksilver, Shiira, Skype, Transmission, Transmit, Trillian, Twitterrific, VLC media player, Yahoo! Messenger.
Esistono inoltre plugin e script che permettono ad applicazioni come iChat, iTunes (GrowlTunes), Mail, Thunderbird, Safari e Microsoft Entourage di utilizzare le notifiche di Growl.
Sul sito del progetto Growl, la sezione Applications with Growl Archiviato il 26 maggio 2008 in Internet Archive.
elenca le applicazioni supportate da Growl, sia nativamente sia con l'uso di add-on. Alcune applicazioni (principalmente script) non sono elencate perché non hanno una pagina web propria.